# Mount Metschel
Mount Metschel är ett berg i Antarktis. Det ligger i Östantarktis. Australien gör anspråk på området. Toppen på Mount Metschel är 1 843 meter över havet.
Terrängen runt Mount Metschel är kuperad åt sydväst, men åt nordost är den platt. Trakten är obefolkad. Det finns inga samhällen i närheten.